# Дзикаво
Дзикаво (фр. Zicavo, корс. Zicavu) — коммуна во Франции, находится в регионе Корсика. Департамент коммуны — Южная Корсика. Входит в состав кантона Тараво-Орнано. Округ коммуны — Аяччо.
Код INSEE коммуны — 2A359.

## Население
Население коммуны на 2008 год составляло 246 человек.
| 1962 | 1968 | 1975 | 1982 | 1990 | 1999 | 2008 |
| ---- | ---- | ---- | ---- | ---- | ---- | ---- |
| 454  | 404  | 302  | 269  | 245  | 237  | 246  |

## Экономика
В 2007 году среди 147 человек в трудоспособном возрасте (15—64 лет) 83 были экономически активными, 64 — неактивными (показатель активности — 56,5 %, в 1999 году было 46,1 %). Из 83 активных работало 69 человек (39 мужчин и 30 женщин), безработных было 14 (8 мужчин и 6 женщин). Среди 64 неактивных 9 человек были учениками или студентами, 23 — пенсионерами, 32 были неактивными по другим причинам.
В 2008 году в коммуне насчитывалось 118 домохозяйств, в которых проживали 246 человек, медиана доходов составляла 12 372 евро на одного человека.

## Известные уроженцы
- Аббатуччи, Жак-Пьер (1791—1857) — французский государственный деятель, политик, министр юстиции Франции во время Второй империи.